# Binaural beats

Binaural beats

Binaural beats, còn gọi là nhịp song âm, hay âm thanh hai nhịp, là một dạng âm thanh đặc biệt làm thay đổi tần số sóng não của người nghe chúng. Tác dụng của nó được khám phá ra vào năm 1839 bởi Heinrich Wilhelm Dove và nhận được nhiều sự chú ý từ cộng đồng hơn vào cuối thế kỉ 20 nhờ có những tuyên bố đến từ các cộng đồng y học thay thế rằng binaural beats có thể giúp làm thư giãn, thiền định, tăng sức sáng tạo và những trạng thái tinh thần mong muốn khác. Một số người cũng sử dụng binaural beats để giúp họ có những giấc mơ sáng suốt và trải nghiệm ngoài cơ thể. Sự ảnh hưởng đến sóng não của người nghe phụ thuộc vào sự khác biệt của tần số trong mỗi giai điệu: lấy ví dụ, nếu tần số 300 Hz được phát ở một tai và 310 Hz ở tai bên kia, binaural beats đó sẽ có tần số là 10 Hz.